# Pierre Louis de Lacretelle
Pour les articles homonymes, voir Lacretelle.
Pierre Louis de Lacretelle, dit « Lacretelle l'aîné » né le 10 octobre 1751 à Metz et mort le 5 septembre 1824 à Paris, est un député français, en activité sous la Révolution et le Consulat. Membre de l'Académie française dès 1804, il se consacra à la littérature sous le Premier Empire et la Restauration.

## Biographie
Pierre Louis de Lacretelle est le frère de Charles de Lacretelle, qui fut historien et avocat, et qui écrivit notamment l’Histoire de France pendant les guerres de Religion (1814-1816).
Se destinant à une carrière juridique, avocat à Metz et homme de lettres avant la Révolution, il collabore au Répertoire de jurisprudence et au Mercure de France. Avocat consultant, il rédige les mémoires destinés à justifier les causes de ses clients. On distingue ceux qu'il publie en faveur du comte de Sanois, ainsi qu'un mémoire pour la liberté du commerce contre les privilèges de la Compagnie des Indes.
Il collabore aussi avec Malesherbes lors de la question des protestants. Ami de Jean le Rond d'Alembert, Georges-Louis Leclerc, comte de Buffon, Condorcet, Jean-François de La Harpe, Anne Robert Jacques Turgot, de Roederer, c’est un enthousiaste des idées nouvelles.
Il remporte le premier prix au concours ouvert par l'Académie royale de Metz en 1785 sur les peines infamantes et la légitimité de l'opprobre qui rejaillit sur la famille et les proches des condamnés, le second prix étant attribué à Maximilien de Robespierre pour son discours devenu fameux. Lacretelle écrira dans le Mercure de France une longue analyse plutôt élogieuse de ce discours concurrent du futur conventionnel (numéro du 3 décembre 1785).

### Sous la Révolution
Membre de la première Commune de Paris élue en 1789, il est élu par les districts de Paris, en 1789, comme député suppléant du tiers état de cette ville aux États généraux, mais il ne siège pas. Réélu à l'Assemblée législative, où il est appelé à y prendre place le 7 novembre 1791, Lacretelle siège à la place de Godard mort en novembre 1791. Un des fondateurs du Club des Feuillants, il est très modéré dans ses opinions et ses actions. Ainsi, il vota contre la mise en accusation de La Fayette. Il ne siège pas à la Convention, préférant sagement vivre loin de Paris sous la Terreur. La chute de Robespierre, le 9 thermidor an II (27 juillet 1794), lui permet d'échapper à la guillotine. Pierre Louis de Lacretelle reparait publiquement sous le Directoire.

### Sous le Directoire, le Consulat et le Premier Empire
Sous le Directoire, Lacretelle l'Ainé est juré à la Haute-Cour nationale, du 27 février 1797 au 26 mai 1797. Il eut à juger notamment Gracchus Babeuf. Il se rallie à Napoléon Bonaparte au coup d'État du 18 brumaire an VIII (9 novembre 1799). Il est élu député au Corps législatif par le département de la Seine. Membre de l'Institut, il s'occupe surtout de littérature sous l'Empire et la Restauration, publiant parfois sous le pseudonyme « M. D. L. C. ». Il devient membre de l'Académie française en 1804.

## Œuvres
Lacretelle fut l'auteur principal des quatre volumes consacrés à la Logique et métaphysique par l'Encyclopédie méthodique.
Plusieurs textes de Lacretelle sur Gallica, dont les 3 premiers tomes de ses Œuvres complètes

## Sources
- Jean Tulard, Jean-François Fayard, Alfred Fierro, Histoire et dictionnaire de la Révolution française 1789-1799, Robert Laffont, Paris, 1987.  (ISBN 270282076X)
- « Pierre Louis de Lacretelle », dans Adolphe Robert et Gaston Cougny, Dictionnaire des parlementaires français, Edgar Bourloton, 1889-1891 [détail de l’édition]